# VIP Brother (2.ª temporada)
VIP Brother 2 é a segunda temporada do VIP Brother, uma versão búlgara do Big Brother exibido no canal Nova que começou em 26 de março de 2007 e terminou em 27 de abril de 2007. Nesta, a ganhadora foi Hristina Stefanova.

## Participantes
| Participante                           | Profissão                  | Resultado                           |
| -------------------------------------- | -------------------------- | ----------------------------------- |
| Hristina Stefanova                     | Personalidade da mídia     | Ganhadora em 27 de abril de 2007    |
| Desi Slava                             | Cantora                    | 2ª colocada em 27 de abril de 2007  |
| Petrov "Kitaeca Niki" Nikolai Purvanov | Personalidade da mídia     | 3º colocado em 27 de abril de 2007  |
| Katerina Evro                          | Atriz                      | 5ª eliminada em 27 de abril de 2007 |
| Tihomir Georgiev                       | Personalidade da mídia     | 4º eliminado em 27 de abril de 2007 |
| Magdalena "Maggi" Jelyazkova           | Modelo e apresentadora     | 3ª eliminada em 27 de abril de 2007 |
| Kalin Velyov                           | Músico                     | Expulso em 23 de abril de 2007      |
| Zdravko Vasilev                        | Celebridade instantânea    | Expulso em 20 de abril de 2007      |
| Veneta Raykova                         | Apresentadora              | Expulsa em 16 de abril de 2007      |
| Vasil "Azis" Troyanov Boyanov          | Cantor                     | 2º eliminado em 13 de abril de 2007 |
| Rosica Ivanova Noveva                  | Recepcionista              | Expulsa em 9 de abril de 2007       |
| Petya Pavlova                          | Cantora, escritora e atriz | Expulsa em 6 de abril de 2007       |
| Veselin Hristov Danov                  | Político                   | 1º eliminado em 2 de abril de 2007  |